# Anna Kendrick
Anna Cooke Kendrick (Portland, Maine, 9 de agosto de 1985) es una actriz y cantante estadounidense, que saltó a la fama después de su actuación como Natalie Keener en Up in the Air (2009), papel que le valió una nominación a los premios Óscar, SAG, Globo de Oro y BAFTA a la mejor actriz de reparto. 
Entre sus trabajos más reconocidos se encuentran sus participaciones en Rocket Science (2007), Crepúsculo (2008),  Scott Pilgrim vs. The World (2010), 50/50 (2011), Pitch Perfect (2012), Pitch Perfect 2 (2015) y El contable (2016).

## Biografía
Anna Kendrick nació en Portland, Maine, siendo hija de Janice, una contable, y William Kendrick, un profesor de Historia que también trabajó en Finanzas, pero era alcohólico, falleciendo el 16 de noviembre del 2022 a los 75 años de edad, tras padecer una fuerte cirrosis terminal. Tanto Anna como su hermano mayor, el actor Michael Cooke Kendrick, asistieron a la Escuela Primaria Longfellow, Lincoln Middle School y la Escuela Superior Deering en Portland, graduándose en el año 2003. Kendrick es de ascendencia inglesa, irlandesa y escocesa.

## Carrera
Anna Kendrick se sintió atraída por la actuación a los 10 años cuando tomó un autobús desde Portland, Maine a Nueva York para poder asistir a unas audiciones. Tuvo su primera aparición en agosto de 1998, con solo 12 años, en Broadway, interpretando el papel de Dinah en High Society. Fue nominada en los Premio Teatro del Mundo, Drama Desk Award y como Mejor actriz destacada en los Premios Tony, convirtiéndose en el tercer nominado más joven.
Fue una de las artistas intérpretes en Cabaret Kit Kit's Club en el Carnegie Hall en vivo, en My Favorite Broadway: The Leading Ladies durante 1999. También tuvo el privilegio de trabajar con el director Scott Ellis y la coreógrafa Susan Stroman en el Metropolitan Opera House de Nueva York, entre muchas otras celebridades y actores, desempeñando el papel de Fredika en A Little Night Music. En 2003 hizo su debut en películas interpretando el papel de Fritzi Wagner en la comedia musical Camp, por el que fue nominada a Mejor actriz de reparto en los Premios Chlotrudis y como Mejor revelación en los Premios Independent Spirit.
En 2007 actuó en la película Rocket Science, en la que interpreta a Ginny Ryerson, una estudiante de habla rápida que es la estrella del equipo de debates. Kendrick dice que encontró el papel intimidante y difícil. Su actuación fue muy elogiada por los críticos y fue nominada ese mismo año como Mejor actriz de reparto para los Premios Independent Spirit.

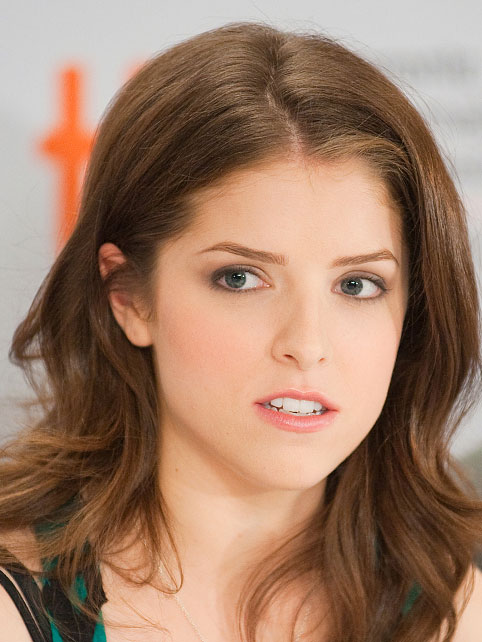
Anna en el Festival Internacional de Cine de Toronto en 2009.

A finales de ese año, hizo una audición para el papel de Jessica Stanley para Crepúsculo, una película de 2008 adaptada del primer libro de la serie de novelas de Stephenie Meyer. Kendrick tenía la intención de hacer una audición de combinación con los distintos actores, pero estaba demasiado enferma y tuvo que abandonar, sin embargo, audicionó para una sesión posterior, donde le dieron el papel. La guionista Melissa Rosenberg dijo que los personajes Jessica Stanley y Lauren Mallory del libro se combinaron para crear un solo papel. Anna volvió a interpretar su papel de Jessica en la secuela de la saga, The Twilight Saga: New Moon.
La experiencia de canto en teatro le dio la oportunidad de ser la protagonista, al lado de Ben Stiller y Jason Schwartzman en la película de comedia The Marc Pease Experience (Directo a la fama), que tuvo su estreno en 2009. En el mismo año apareció en la película Elsewhere, interpretando su primer papel protagonista, una chica cuyo mejor amiga (interpretado por Tania Raymonde) desaparece y en la película Up in the Air, basada en la novela de 2001 del mismo nombre escrita por Walter Kirn, dirigida por Jason Reitman y protagonizada por George Clooney y Vera Farmiga. Por su trabajo en esta cinta, en el papel de Natalie Keener, fue nombrada como Mejor Actriz de reparto por Consejo Nacional de Crítica de Cine y también ha recogido numerosas nominaciones en premios de la crítica y en los Globo de Oro, BAFTA y al Óscar como Mejor actriz de reparto.

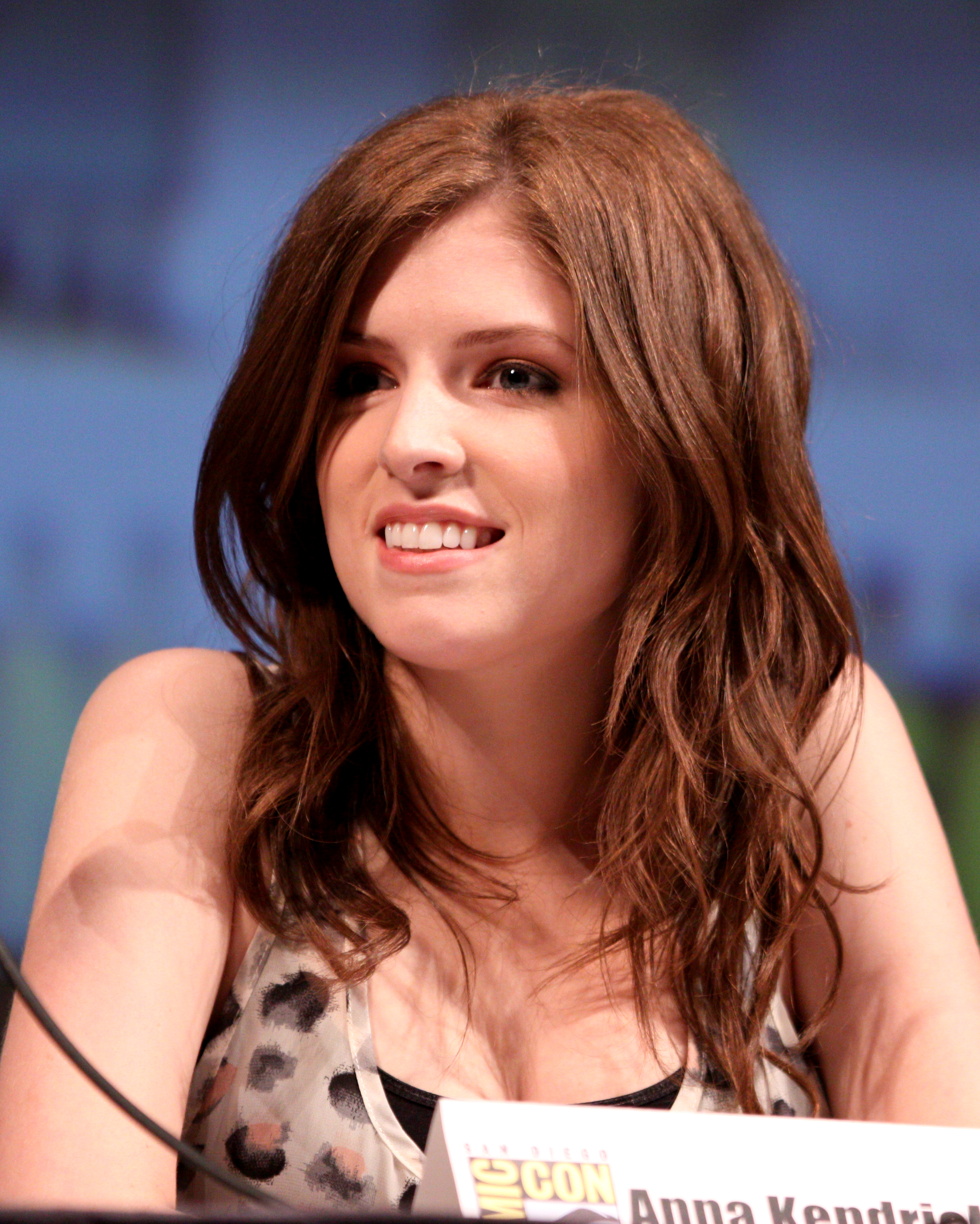
Anna Kendrick en Convención Internacional de Cómics de San Diego en julio de 2010.

En 2010 repitió su papel de Jessica Stanley en La Saga Crepúsculo: Eclipse. La guionista Melissa Rosenberg ideó un discurso de graduación para su personaje que no era parte de la novela. Luego apareció en la adaptación de Edgar Wright de la novela gráfica de Scott Pilgrim,  Scott Pilgrim vs. El mundo. Kendrick interpretó a Stacey Pilgrim, la hermana del protagonista.
Ese mismo año Anna apareció en el vídeo musical de LCD Soundsystem "Pow Pow" como una "transformista" que recoge "las almas de los hombres impíos". En octubre de 2010, asistió a los Premios Top Glamour en México, donde ganó a la Mejor actriz internacional.
En mayo de 2011 se informó que Anna, junto a John Francis Daley, estaban en conversación para protagonizar la comedia posapocalíptica Rapture-Palooza de Lionsgate, dirigida por Paul Middleditch. Finalmente ambos actores se unieron al reparto de dicho filme, el que ya estaba integrado, entre otros actores, por Craig Robinson. En el mes de septiembre estrenó en el Festival Internacional de Cine de Toronto la comedia dramática 50/50, la cual protagonizó junto con Joseph Gordon-Levitt, Bryce Dallas Howard, y Seth Rogen. A finales del mismo año Anna repitió su papel como Jessica Stanley en La saga Crepúsculo: Amanecer - Parte 1.
En marzo de 2012 se anunció que Anna protagonizaría Get a Job junto a Bryan Cranston y Miles Teller. La película es una comedia multi-generacional sobre cuatro graduados universitarios recientes que descubren que sus altas expectativas y las realidades de la vida activa son dos cosas muy diferentes. Teller jugará el rol de Will Davis, alguien que encuentra su verdadera vocación después de luchar para encontrar su primer trabajo. Kendrick interpreta a Jillian Stewart, la novia, que vive su vida de acuerdo al más estricto de los planes. Cranston protagonizará como Roger Davis, padre de Will, que está a la caza de un puesto de trabajo, al mismo tiempo que su hijo. El rodaje de la misma comenzó el 12 de marzo en Los Ángeles. En mayo se produjo el estreno mundial de la adaptación cinematográfica de la guía de bebé consumado, Qué esperar cuando estás esperando donde Kendrick desempeñó el papel de Rosie. En agosto se dio a conocer que Kendrick era una de las favoritas, junto a Imogen Poots y Felicity Jones, para interpretar a Sharon Carter, sobrina de Peggy Carter, en Captain America: The Winter Soldier (2014), pero a la fecha no se ha salido a la luz el nombre de la actriz elegida. El 17 de ese mes se estrena la película de animación ParaNorman donde Anna le da vida al personaje Courtney.

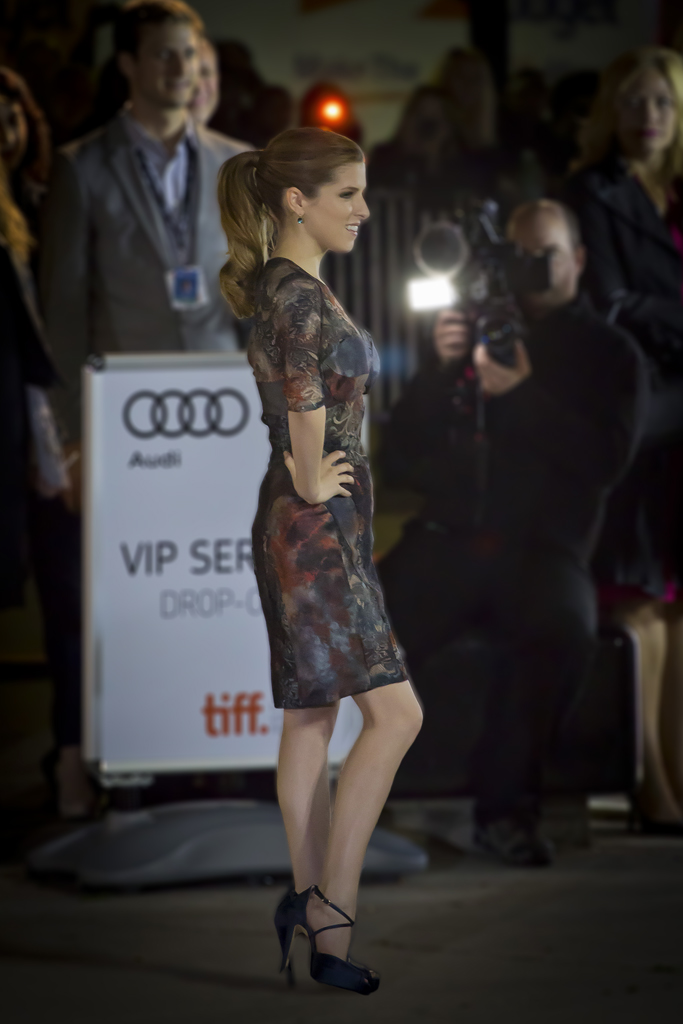
Anna en la premier de The Company You Keep en el Festival Internacional de Cine de Toronto 2012.

El 6 de septiembre se estrena, en el Festival Internacional de Cine de Venecia, el thriller político del que Anna forma parte, Pacto de silencio , protagonizado por Robert Redford y Shia LaBeouf. El 21 de ese mismo mes se realiza el estreno en los Estados Unidos del drama policial Sin tregua, donde Kendrick interpreta a Janet, la esposa del oficial de policía Brian Taylor (Jake Gyllenhaal) Y finalmente el 24 se estrena Pitch Perfect donde juega el papel de Beca, una rebelde y gótica estudiante universitaria que descubre su voz en un grupo femenino capella en la escuela. La actriz también forma parte de la banda sonora de la película.
En octubre se anunció que Anna protagonizaría, junto a Jeremy Jordan, The Last 5 Years. La película, dirigida por Richard LaGravenese, es una adaptación del musical homónimo del 2002 (protagonizado por Norbert Leo Butz y Sherie Rene Scott) que se centra en la relación tumultuosa de Jamie (un escritor) y Cathy (una aspirante a actriz) en el transcurso de 5 años.
En noviembre Kendrick fue la encargada, junto a Zoe Saldaña y el rapero Common, de anunciar los nominados para los Premios Independent Spirit 2013.
En marzo de 2013 se produjo la premier de la película Drinking Buddies en South by Southwest. La película cuenta la historia de dos compañeros de trabajo (Olivia Wilde y Jake Johnson) de una fábrica de cerveza artesanal de Chicago, que luchan por su romance a pesar de que cada uno está en una relación con otra persona (Ron Livingston y Anna Kendrick respectivamente). A finales de ese mes comenzó a circular un vídeo de “Funny or Die” donde Anna es enviada a Corea para aprender sobre K-Pop junto a la banda f(x). El problema es que hacer K-Pop es más difícil de lo que parece. En abril se publicó un vídeo en el sitio YouTube donde se la puede ver a Anna interpretando la canción "Cup" (When I'm Gone). Dicha canción integra la banda sonora de Pitch Perfect. Además, en abril, se dio a conocer que la actriz protagonizaría Las voces, el thriller psicológico dirigido por Marjane Satrapi y coprotagonizado por Ryan Reynolds y Gemma Arterton. La trama de la película gira en torno a Jerry Hickfang (Reynolds), un extraño trabajador de una fábrica de bañeras, que desea que su compañera de contabilidad se fije en él. Cuando el hombre mata por accidente a la mujer, empieza a escuchar los consejos de su bondadoso perro y su malvado gato sobre cómo podría borrar las huellas de su delito y así evitar un problema mayor. Estos personajes llevarán al protagonista por un camino de fantasía que desembocará en la salvación. La película fue estrenada en 2014. Ese mismo mes Universal Pictures anunció en la CinemaCon, en Las Vegas, Nevada, que se realizará la secuela de Pitch Perfect y que su fecha se estrenó será en 2015. En mayo se confirmó que Anna formaría parte del elenco de Wish I Was Here dirigida por Zach Braff y coprotagonizado por Jim Parsons, Kate Hudson y por el mismo directo. El filme cuenta la historia de Aidan Bloom (Braff), un actor, padre y esposo que todavía intenta buscar un sentido a su vida. Su sueño de pequeño era ser un caballero espacial, y todavía piensa en ello constantemente, a pesar de sus penurias económicas. Cuando ya no puede pagar el colegio privado de sus hijos, decide empezar a darles clase en su casa. Aunque su vida pronto se convertirá en un caos, poco a poco descubrirá rasgos de él mismo que desconocía. Un dato curioso de la producción de esta película es que Zach Braff, luego de asegurar que los grandes estudios cinematográficos no eran una opción para producir su filme, emprendió una iniciativa a través de la plataforma de financiamiento Kickstarter, el 24 de abril, pidiendo a sus seguidores apoyo para recaudar dos millones de dólares, cantidad que superó en solo tres días. La campaña finalizó con un total de 3.1 millones de dólares recaudados. En julio de 2013 se anunció que Ashley Greene sustituiría a Kendrick en la película Wish I Was Here, debido a que la ajustada agenda de la actriz le impedía grabar la película.
En junio se realizó el estreno de Rapture-Palooza y en la segunda semana del mes se comenzó a rodar la película The last 5 years en Brooklin, Nueva York. Además en este mes se anunció que Anna será quien dará vida a una nueva Cenicienta en la adaptación al cine del musical Into The Wood, de Stephen Sondheim. La producción será llevada por Disney, dirigida por Rob Marshall y el elenco estará compuesto por Meryl Streep, Johnny Depp, Chris Pine, Jake Gyllenhaal, James Corden y Emily Blunt, entre otros. La película se centrará en los intentos de un panadero (Corden) y de su mujer (Blunt) por formar una familia, pues una maldición se lo imposibilita. Ambos se adentran en un bosque con el propósito de encontrar a la bruja (Streep) que les ha lanzado un hechizo. En su camino se cruzan con diversos personajes de clásicos cuentos de hadas.

## Vida personal
Kendrick reside en Los Ángeles.
Comenzó a salir con el cineasta inglés Edgar Wright en el 2009, después de que se conocieron mientras filmaban Scott Pilgrim vs. the World. Se separaron en marzo del 2013. Comenzó a salir con el director de fotografía inglés Ben Richardson en febrero del 2014, tras de conocerse mientras filmaban Drinking Buddies. Esa relación ha terminado desde entonces.
Kendrick comenzó a salir con el actor Bill Hader a finales de 2020 o principios de 2021. Para junio de 2022, habían terminado su relación.
Ha dicho que su experiencia en una relación emocionalmente abusiva inspiró su actuación en Alice, Darling.

## Filmografía
| Año  | Título                                    | Personaje          | Observaciones                                       |
| ---- | ----------------------------------------- | ------------------ | --------------------------------------------------- |
| 2003 | Camp                                      | Fritzi Wagner      |                                                     |
| 2007 | Rocket Science                            | Ginny Ryerson      |                                                     |
| 2007 | Viva Laughlin                             | Holly              | Serie de televisión; Episodio: "What a Whale Wants" |
| 2008 | Crepúsculo                                | Jessica Stanley    |                                                     |
| 2009 | The Twilight Saga: New Moon               | Jessica Stanley    |                                                     |
| 2009 | Up in the Air                             | Natalie Keener     |                                                     |
| 2009 | Elsewhere                                 | Sarah              |                                                     |
| 2009 | Fear Itself                               | Shelby             | Serie de televisión; Episodio: "The Spirit Box"     |
| 2009 | The Marc Pease Experience                 | Meg Brickman       |                                                     |
| 2010 | Scott Pilgrim vs. the World               | Stacey Pilgrim     |                                                     |
| 2010 | The Twilight Saga: Eclipse                | Jessica Stanley    |                                                     |
| 2011 | The Twilight Saga: Breaking Dawn - Part 1 | Jessica Stanley    |                                                     |
| 2011 | 50/50                                     | Katherine McKay    |                                                     |
| 2012 | Padre de familia                          | Nora (voz)         | Serie de televisión; Episodio: "Internal Affairs"   |
| 2012 | What to Expect When You're Expecting      | Rosie Brennan      |                                                     |
| 2012 | ParaNorman                                | Courtney Babcock   | Voz                                                 |
| 2012 | End of Watch                              | Janet              |                                                     |
| 2012 | Pitch Perfect                             | Becca Mitchell     |                                                     |
| 2012 | The Company You Keep                      | Diana              |                                                     |
| 2012 | The Twilight Saga: Breaking Dawn - Part 2 | Jessica Stanley    | Créditos únicamente                                 |
| 2013 | Drinking Buddies                          | Jill               |                                                     |
| 2013 | Rapture-Palooza                           | Lindsey Lewis      |                                                     |
| 2014 | Las voces                                 | Lisa               |                                                     |
| 2014 | Life After Beth                           | Erica Wexler       |                                                     |
| 2014 | Happy Christmas                           | Jenny              |                                                     |
| 2014 | The Last 5 Years                          | Cathy Hyatt        | Posproducción                                       |
| 2014 | Into the Woods                            | Cenicienta         |                                                     |
| 2014 | Cake                                      | Nina               |                                                     |
| 2015 | Pitch Perfect 2                           | Becca Mitchell     |                                                     |
| 2015 | Mr. Right                                 | Martha             |                                                     |
| 2015 | Digging for Fire                          | Alicia             |                                                     |
| 2016 | Table 19                                  | Eloise             |                                                     |
| 2016 | Get a Job                                 | Jillian Stewart    | Filmada en 2012                                     |
| 2016 | The Hollars                               | Rebecca            |                                                     |
| 2016 | Mike and Dave Need Wedding Dates          | Alice              |                                                     |
| 2016 | The Accountant                            | Dana               |                                                     |
| 2016 | Trolls                                    | Poppy              | Voz                                                 |
| 2017 | Pitch Perfect 3                           | Becca Mitchell     |                                                     |
| 2018 | Un pequeño favor                          | Stephanie smothers |                                                     |
| 2019 | Noelle                                    | Noelle Kringle     |                                                     |
| 2019 | The day shall come                        | Kendra             |                                                     |
| 2020 | Trolls World Tour                         | Poppy              | Voz                                                 |
| 2020 | Love Life                                 | Darby Carter       | Serie de televisión; Protagonista Temporada 1       |
| 2020 | Dummy                                     | Cody Heller        | Serie de televisión; Protagonista Temporada 1       |
| 2021 | Stowaway                                  | Zoe Levenson       |                                                     |
| 2022 | Alice, Darling                            | Alice              |                                                     |
| 2023 | Trolls Band Together                      | Poppy              | Voz                                                 |
| 2024 | Self Reliance                             | Maddy              |                                                     |
| 2024 | La mujer del momento                      | Sheryl Bradshaw    | Dirección                                           |
| 2025 | Otro pequeño favor                        |                    |                                                     |

## Otros trabajos

### Teatro
| Año  | Obra                 | Rol               | Notas                                                         |
| ---- | -------------------- | ----------------- | ------------------------------------------------------------- |
| 1998 | High Society         | Dinah Lord        | Teatro St. James (27 de abril de 1998 – 30 de agosto de 1998) |
| 2003 | A Little Night Music | Fredrika Armfeldt | Metropolitan Opera House de Nueva York                        |

### Vídeos musicales
| Año  | Título                 | Artista         |
| ---- | ---------------------- | --------------- |
| 2010 | "Pow Pow"              | LCD Soundsystem |
| 2012 | "Do it Anyway"         | Ben Folds Five  |
| 2013 | "Cups" (When I'm Gone) | Ella misma      |

## Discografía

### Sencillos
| «Cups (Pitch Perfect's When I'm Gone)»                      | 2013 | 6 | 44 | 75 | 12 | 26 | 26 | 71 | - RIAA: 3x Platino - RIANZ: Oro - ARIA: Platino | Pitch Perfect |
| "—" denota individuales que no fueron lanzados en ese país. |      |   |    |    |    |    |    |    |                                                 |               |

### Otras grabaciones
| Año  | Título                                                                                            | Álbum                                    |
| ---- | ------------------------------------------------------------------------------------------------- | ---------------------------------------- |
| 1999 | «Throwing A Ball Tonight» con Lisa Banes, Melissa Errico y John McMartin                          | High Society (Disco de la obra original) |
| 1999 | «Little One» con Daniel McDonald                                                                  | High Society (Disco de la obra original) |
| 1999 | «I Love Paris» con Melissa Errico                                                                 | High Society (Disco de la obra original) |
| 1999 | «She's Got That Thing» con el elenco, Melissa Errico y John McMartin                              | High Society (Disco de la obra original) |
| 1999 | «Let's Misbehave» con el elenco                                                                   | High Society (Disco de la obra original) |
| 2003 | «The Ladies Who Lunch»                                                                            | Camp (Música de la película)             |
| 2009 | «Time After Time»                                                                                 | Up in the Air (Música de la película)    |
| 2013 | «Bellas Regionals: The Sign / Eternal Flame / Turn the Beat Around» con The Barden Bellas         | Pitch Perfect                            |
| 2013 | «Party in the U.S.A.» con The Barden Bellas                                                       | Pitch Perfect                            |
| 2013 | «Just The Way You Are / Just a Dream» con The Barden Bellas                                       | Pitch Perfect                            |
| 2013 | «Bellas Finals: Price Tag / Don't You Forget About Me / Give Me Everything» con The Barden Bellas | Pitch Perfect                            |

## Premios y nominaciones
| Año  | Premio                                                | Categoría | Título                                      | Resultado              |
| ---- | ----------------------------------------------------- | --- | ------------------------------------------- | ---------------------- |
| 1998 | Theatre World Award                                   | Theatre World Award | High Society                                | Ganadora               |
| 1998 | Drama Desk Award                                      | Mejor actriz de reparto en un musical                                                                                  | High Society                                | Nominada               |
| 2004 | Premio Chlotrudis                                     | Mejor actriz de reparto                                                                                                | Camp                                        | Nominada               |
| 2004 | Premios Independent Spirit                            | Mejor actuación debut                                                                                                  | Camp                                        | Nominada               |
| 2008 | Premios Independent Spirit                            | Mejor actriz de reparto                                                                                                | Rocket Science                              | Nominada               |
| 2009 | Chicago Film Critics Association Awards               | Mejor actriz de reparto                                                                                                | Up in the Air                               | Nominada               |
| 2009 | Austin Film Critics Association                       | Mejor actriz de reparto                                                                                                | Up in the Air                               | Ganadora               |
| 2009 | National Board of Review                              | Mejor actriz de reparto                                                                                                | Up in the Air                               | Ganadora               |
| 2009 | Toronto Film Critics Association Awards               | Mejor actriz de reparto                                                                                                | Up in the Air                               | Ganadora               |
| 2009 | Dallas-Fort Worth Film Critics Association Awards     | Mejor actriz de reparto                                                                                                | Up in the Air                               | Ganadora (2.º puesto)  |
| 2009 | San Diego Film Critics Society Awards                 | Mejor actriz de reparto                                                                                                | Up in the Air                               | Ganadora (2.º puesto)  |
| 2009 | Southeastern Film Critics Association Awards          | Mejor actriz de reparto                                                                                                | Up in the Air                               | Ganadora (2.º puesto)  |
| 2009 | Los Angeles Film Critics Association Awards           | Mejor actriz de reparto                                                                                                | Up in the Air                               | Ganadora (2.º puesto)  |
| 2009 | New York Film Critics Circle Awards                   | Mejor actriz de reparto                                                                                                | Up in the Air                               | Ganadora (3.er puesto) |
| 2009 | Washington D. C. Area Film Critics Association Awards | Mejor rendimiento excepcional                                                                                          | Up in the Air                               | Nominada               |
| 2009 | Washington D. C. Area Film Critics Association Awards | Mejor elenco (compartido con Vera Farmiga, Danny McBride, George Clooney, Melanie Lynskey, entre otros)                | Up in the Air                               | Nominada               |
| 2009 | Washington D. C. Area Film Critics Association Awards | Mejor actriz de reparto                                                                                                | Up in the Air                               | Nominada               |
| 2010 | Broadcast Film Critics Association Awards             | Mejor elenco (compartido con Vera Farmiga, Danny McBride, George Clooney, Melanie Lynskey, entre otros)                | Up in the Air                               | Nominada               |
| 2010 | Broadcast Film Critics Association Awards             | Mejor actriz de reparto                                                                                                | Up in the Air                               | Nominada               |
| 2010 | Central Ohio Film Critics Association                 | Mejor elenco (compartido con Vera Farmiga, Danny McBride, George Clooney, Melanie Lynskey, entre otros)                | Up in the Air                               | Ganadora (2.º puesto)  |
| 2010 | National Society of Film Critics Awards               | Mejor actriz de reparto                                                                                                | Up in the Air                               | Ganadora (2.º puesto)  |
| 2010 | MTV Movie Awards                                      | Mejor estrella emergente                                                                                               | Up in the Air                               | Ganadora               |
| 2010 | Festival Internacional de Cine de Palm Springs        | Premios a la estrella creciente                                                                                        | Up in the Air                               | Ganadora               |
| 2010 | Irish Film and Television Awards                      | Mejor actriz internacional                                                                                             | Up in the Air                               | Nominada               |
| 2010 | Online Film Critics Society Awards                    | Mejor actriz de reparto                                                                                                | Up in the Air                               | Nominada               |
| 2010 | Vancouver Film Critics Circle                         | Mejor actriz de reparto                                                                                                | Up in the Air                               | Nominada               |
| 2010 | People's Choice Awards                                | Actriz de película favorita                                                                                            | Actriz de película favorita                 | Nominada               |
| 2010 | Teen Choice Awards                                    | Mejor roba escenas: Mujer                                                                                              | The Twilight Saga: New Moon y Up in the Air | Nominada               |
| 2013 | MTV Movie Awards                                      | Mejor momento musical (Compartido con Alexis Knapp, Hana Mae Lee, Ester Dean, Rebel Wilson, Brittany Snow y Anna Camp) | Pitch Perfect                               | Ganadora               |
| 2013 | Teen Choice Awards                                    | Mejor actriz en película: Comedia                                                                                      | Pitch Perfect                               | Nominada               |
| 2013 | Teen Choice Awards                                    | Mejor beso (Compartido con Skylar Astin)                                                                               | Pitch Perfect                               | Nominada               |
| 2013 | Teen Choice Awards                                    | Mejor cantante femenina (Por «Cups»)                                                                                   | Pitch Perfect                               | Nominada               |
| 2014 | VEVOCertified Awards                                  | 100,000,000 reproducciones                                                                                             | «Cup (Pitch Perfect's When I'm Gone)»       | Ganadora               |
| 2015 | Teen Choice Awards                                    | Mejor actriz en película: Comedia                                                                                      | Pitch Perfect 2                             | Ganadora               |
| 2015 | Teen Choice Awards                                    | Mejor Berrinche | Pitch Perfect 2                             | Ganadora               |
| 2015 | Teen Choice Awards                                    | Mejor Química (Compartido con Brittany Snow)                                                                           | Pitch Perfect 2                             | Ganadora               |

Premios Óscar
| Año  | Categoría               | Película      | Resultado |
| ---- | ----------------------- | ------------- | --------- |
| 2010 | Mejor Actriz de Reparto | Up in the Air | Nominada  |

Premios BAFTA
| Año  | Categoría               | Película      | Resultado |
| ---- | ----------------------- | ------------- | --------- |
| 2010 | Mejor Actriz de Reparto | Up in the Air | Nominada  |

Premios Globo de Oro
| Año  | Categoría               | Película      | Resultado |
| ---- | ----------------------- | ------------- | --------- |
| 2010 | Mejor Actriz de Reparto | Up in the Air | Nominada  |

Premios del Sindicato de Actores
| Año  | Categoría               | Película      | Resultado |
| ---- | ----------------------- | ------------- | --------- |
| 2010 | Mejor Actriz de Reparto | Up in the Air | Nominada  |

Satellite Awards
| Año  | Categoría               | Película      | Resultado |
| ---- | ----------------------- | ------------- | --------- |
| 2009 | Mejor Actriz de Reparto | Up in the Air | Nominada  |

Premios Tony
| Año  | Categoría                             | Película     | Resultado |
| ---- | ------------------------------------- | ------------ | --------- |
| 1998 | Mejor actriz de reparto en un musical | High Society | Nominada  |